# Motorredskap klass II
Motorredskap klass II är i Sverige ett fordon och en anläggningsmaskin som är ombyggt eller konstruerat huvudsakligen som arbetsredskap och för en hastighet av högst 30 km/tim. Körkort med typ AM eller högre eller traktorkort krävs. Exempel på fordon som ingår i denna klass är åkgräsklippare. För fordon som ombygges till motorredskap klass II, gäller nu samma regler som för ombyggnad till A-traktor.
Ett motorredskap måste vara utrustad med utrustning för att kunna utföra ett eget arbete. Utrustning som till exempel kran, lastarm, sågverk, vinsch eller asfaltkokare/-läggare som är drivet av fordonets drivlina, till exempel via kraftuttag eller hydraulpump. Motorredskapet får inte nyttjas för gods- eller personbefordran och får inte heller dra släp som kan nyttjas för gods- eller personbefordran, släp är dock tillåtet för frakt av utrustning som behövs för arbetet, till exempel extra grip/-skopa, kranarm eller lyftvajer/-stroppar.
Regler om förarhytt kom 1970, och löd då enligt följande:
Förarhytt behövs endast på motorredskap som är inrättat huvudsakligen för att draga annat fordon eller redskap, eller om motorredskapet har en tjänstevikt, beräknad utan förarhytt, av 600 kilogram eller högre.